# Гебзе
Гебзе (тур. Gebze) је град у Турској у вилајету Кочаели. Према процени из 2009. у граду је живело 277.928 становника.

## Становништво
Према процени, у граду је 2009. живело 277.928 становника.
| 1990.   | 2000.   |
| ------- | ------- |
| 159.116 | 253.487 |